# Operazione Uphold Democracy
L'operazione Uphold Democracy è stato un intervento militare svoltosi tra il 19 settembre 1994 e il 31 marzo 1995 mirato a rimuovere il regime militare insediatosi al potere ad Haiti dopo il colpo di stato del 1991 ai danni del presidente eletto Jean-Bertrand Aristide. L'intervento militare fu autorizzato il 31 luglio 1994 con la United Nations Security Council Resolution 940.
L'operazione iniziò con la messa in stato di allerta delle forze statunitensi e alleate in preparazione di un intervento armato nell'isola. Elementi della U.S. Navy e della U.S. Air Force si schierarono presso Porto Rico e nel sud della Florida predisponendosi a fornire supporto a una invasione effettuata da truppa aviotrasportate, le cui avanguardie erano composte da effettivi del Comando delle Operazioni Speciali degli Stati Uniti e dalla 82nd Airborne Division.  Nel mentre le forze militari si predisponevano per l'intervento, una delegazione diplomatica guidata dall'ex presidente degli Stati Uniti Jimmy Carter e comprendente l'ex senatore Sam Nunn più l'ex Chairman of the Joint Chiefs of Staff, il generale Colin Powell, persuasero i militari al governo ad Haiti a lasciare il potere e consentire il ritorno dei politici eletti nelle loro posizioni.
Lo sforzo diplomatico ebbe successo in parte perché la delegazione statunitense poté credibilmente annunciare l'imminenza di un intervento militare in caso di blocco delle trattative. L'operazione militare cambiò quindi da intervento armato a operazione di peacekeeping e supporto alle istituzioni.